# Mark Craney
Mark Craney (25 de agosto de 1952 - 26 de noviembre de 2005) fue el batería de Jethro Tull entre los años 1980 y 1981. Tocó, además, con Gino Vanelli.
Falleció el 26 de noviembre de 2005, producto de unas complicaciones con la diabetes que padecía y una neumonía, a los 53 años.